# Battonya
Battonya est une ville et une commune du comitat de Békés en Hongrie.

## Jumelages
La ville de Battonya est jumelée avec :
- Beočin (Serbie) depuis 1997
- Lipova (Roumanie) depuis 1997
- Pecica (Roumanie) depuis 1996